# Håkan Lindgren
Håkan Lindgren, född 9 november 1941, är en svensk ekonomhistoriker.
Lindgren disputerade 1972 med avhandlingen Spannmålshandel och priser vid Uppsala akademi 1720–1789. Han var professor i ekonomisk historia vid Handelshögskolan i Stockholm från år 1995 och var styrelseordförande för Institute for Economic and Business History Research vid Handelshögskolan.